# NGC 7778
NGC 7778 (другие обозначения — PGC 72756, UGC 12827, MCG 1-60-43, ZWG 407.69, ARAK 586) — эллиптическая галактика (E) в созвездии Рыбы.
Этот объект входит в число перечисленных в оригинальной редакции «Нового общего каталога».